# بیل بیدمید
بیل بیدمید (انگلیسی: Bill Bidmead; december ۱۸۸۲ – ۱۶ مارس ۱۹۶۱) بازیکن فوتبال اهل بریتانیا بود.
از باشگاه‌هایی که در آن بازی کرده‌است می‌توان به باشگاه فوتبال گریمزبی تاون، باشگاه فوتبال والسال، و باشگاه فوتبال بیرمنگام سیتی اشاره کرد.